# Rettenwandhöhle
Die Rettenwandhöhle liegt nordwestlich von Kapfenberg, an der Mariazeller Straße B20 nach Thörl. Die Höhle ist besonders reich an Tropfsteinen und anderen Sinterformen wie Perlsinter, Traubensinter, Knötchen- und Knöpfchensinter.

## Geschichte
Die erste Erwähnung der Rettenwandhöhle stammt aus dem Jahre 1918. Ab dem Jahre 1923 wurde mit der Erforschung der Höhle begonnen. In langer und mühevoller Arbeit mussten Höhlenlehm und Schutt vom Beginn der Erschließung im Jahre 1923 bis zur Eröffnung im Jahre 1926 aus der Höhle geschafft werden, um den Besuchern den Zutritt zu erleichtern.
Im Eingangsbereich der Rettenwandhöhle wurden Knochen, Scherben und Bronzenadeln gefunden, die ältesten Fundstücke stammen aus der Steinzeit. Sie können in der Spezialstudiensammlung des Schutzvereins Rettenwandhöhle im Kulturzentrum, Museum der Stadt Kapfenberg besichtigt werden.

## Tourismus
Die Höhle ist für den Tourismus erschlossen und auf einigen Strecken mit elektrischem Licht beleuchtet. Sie kann in Begleitung von Touristenführern zwischen Mai und September an Sonn- und Feiertagen besucht werden.